# Andrés Sarmiento
Andrés De Jesús Sarmiento Salas, noto semplicemente come Andrés Sarmiento (Luruaco, 15 gennaio 1998), è un calciatore colombiano, centrocampista dell'Atlético Nacional.

## Caratteristiche tecniche
È un esterno sinistro.

## Carriera
Cresciuto nel settore giovanile del Atlético Nacional, ha esordito in prima squadra il 15 agosto 2016 disputando l'incontro di Categoría Primera A pareggiato 1-1 contro il Boyacá Chicó.

## Palmarès

### Club

#### Competizioni nazionali
- Campionato colombiano: 2

Atlético Nacional: 2017-I, Clausura 2024
- Copa Colombia: 1

Atlético Nacional: 2024
- Súper Liga: 1

Atlético Nacional: 2025